# Tongijskie odznaczenia

## Tonga
| Baretka    | Nazwa polska                                                             | Nazwa angielska                                   | Nazwa tongijska                                            |
| ---------- | ------------------------------------------------------------------------ | ------------------------------------------------- | ---------------------------------------------------------- |
|            | Order Pouono                                                             | Order of Pouono                                   | Ko e Fakalangilangi ʻo Pouono                              |
|            | Order Króla Jerzego Tupou I                                              | Royal Order of King George Tupou I                | Ko e Fakalangilangi ʻo Kingi Siaʻosi Tupou I               |
|            | Order Królowej Salote Tupou III                                          | Order of Queen Salote Tupou III                   | Ko e Fakalangilangi ʻo Maʻolunga ʻo Kuini Salote Tupou III |
|            | Order Korony Tonga                                                       | Order of the Crown of Tonga                       | Ko e Fakalangilangi ʻo Kalauni ʻo Tonga                    |
|            | Order Królewski Wojskowy Świętego Jerzego                                | Royal Military Order of St. George                | Ko e Fakalangilangi Fakakaukau ʻo Sa Siaʻosi               |
|            | Order Feniksa                                                            | Order of the Phoenix                              | Ko e Fakalangilangi ʻo e Finiki                            |
|            | Order Rodziny Królewskiej Króla Tupou V                                  | King George Tupou V Royal Family Order            | Ko e Fakalangilangi Fale ʻAlo ʻo Kingi Siaʻosi Tupou V     |
|            | Order Dworu Królewskiego                                                 | Royal Household Order                             | Ko e Fakalangilangi Fale ʻAlo                              |
|            | Medal Pouono                                                             | Pouono Medal                                      |                                                            |
| w przygot. | Krzyż Zasługi Tonga                                                      | Tongan Cross of Merit                             |                                                            |
| w przygot. | Medal Królewski Zasługi Tonga                                            | Royal Tongan Medal of Merit                       |                                                            |
| w przygot. | Medal Orderu Królewskiego Świętego Jerzego                               | Medal of the Royal Order of St. George            |                                                            |
|            | Medal Jubileuszu Koronacji (1992)                                        | Coronation Jubilee Medal (1992)                   |                                                            |
|            | Medal Koronacji (2008)                                                   | Coronation Medal (2008)                           |                                                            |
|            | Medal Koronacji (2015)                                                   | Coronation Medal (2015)                           |                                                            |
| w przygot. | Medal Jubileuszowy II Wojny Światowej (1970)                             | Second World War Jubilee Medal (1970)             |                                                            |
| w przygot. | Medal Służby w Kampaniach                                                | Service Campaign Medal                            |                                                            |
| w przygot. | Medal Waleczności Policji Tonga                                          | Tonga Police Medal of Valour                      |                                                            |
|            | Medal Służby Ogólnej                                                     | General Service Medal                             |                                                            |
| w przygot. | Krzyż Dzielności                                                         | Gallantry Cross                                   |                                                            |
| w przygot. | Medal za Chwalebną Służbę                                                | Meritorius Service Medal                          |                                                            |
| w przygot. | Medal za Chwalebną Służbę Policji Tonga                                  | Tonga Police Meritorius Service Medal             |                                                            |
|            | Medal za Długoletnią Służbę i Dobre Zachowanie Departamentu Obrony Tonga | Tonga Defence Long Service and Good Conduct Medal |                                                            |
| w przygot. | Medal Służby Zamorskiej Policji Tonga                                    | Tonga Police Overseas Service Medal               |                                                            |
| w przygot. | Medal za Długoletnią Służbę i Dobre Zachowanie Policji Tonga             | Tonga Police Long Service and Good Conduct Medal  |                                                            |
| w przygot. | Medal Dworu Królewskiego                                                 | Royal Household Medal                             |                                                            |